# Baranek (województwo mazowieckie)
Baranek – kolonia w Polsce, w województwie mazowieckim, w powiecie mławskim, w gminie Strzegowo.
Do 2023 miejscowość była częścią wsi Giżyn.
W latach 1975–1998 Baranek należał administracyjnie do województwa ciechanowskiego.
Obok Baranka przepływa niewielka rzeka Rosica, która tutaj wpada do Wkry.